# 女王十字教堂 (格拉斯哥)
55°52′49″N 4°16′18″W / 55.880286°N 4.271632°W
女王十字教堂（Queen's Cross Church）原为苏格兰教会教堂，位于苏格兰格拉斯哥. 。它是查尔斯·雷尼·麦金托什设计的唯一建成的教堂，因此也被称为“麦金托什教堂”。

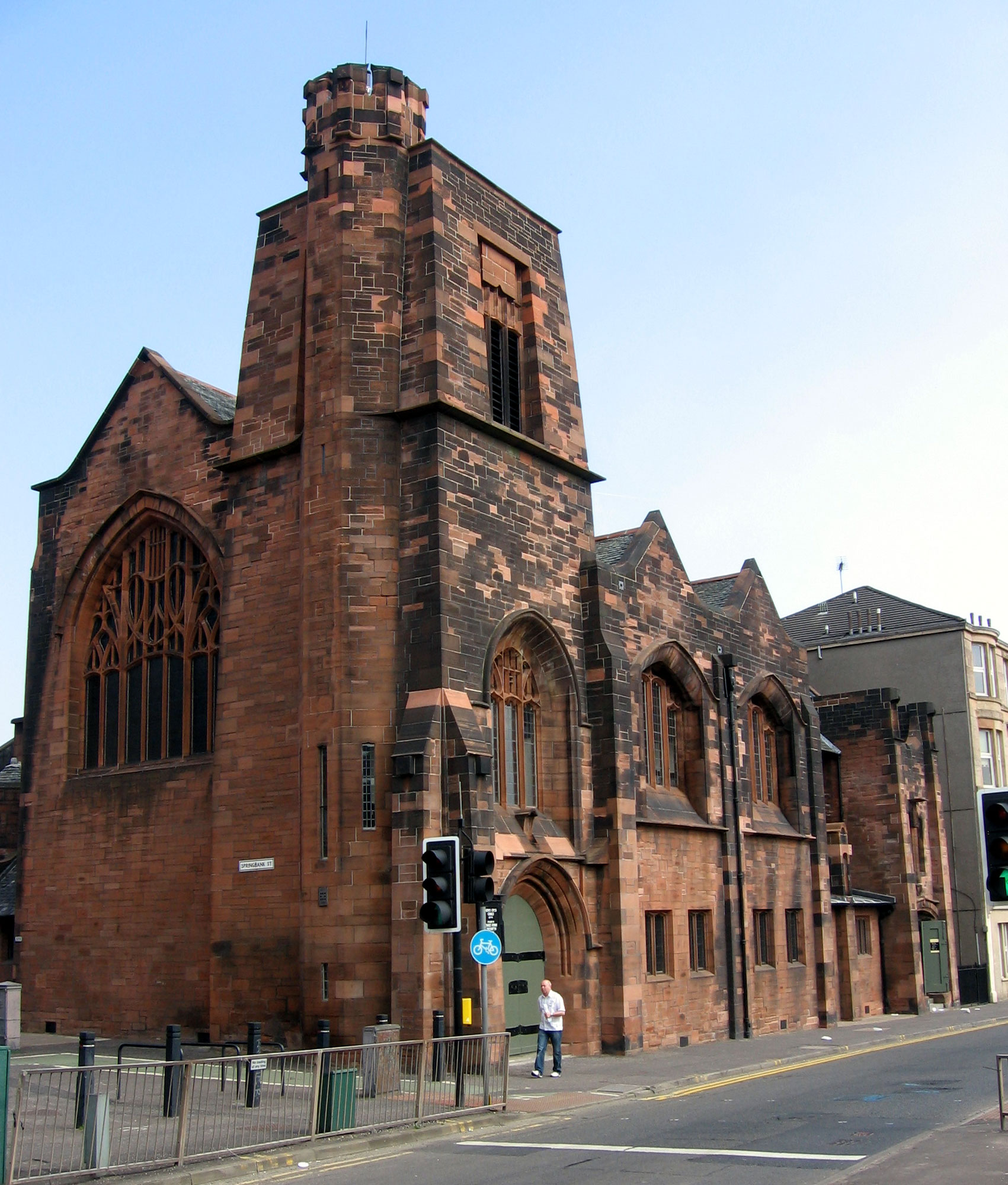

## 历史
1896年，格拉斯哥的圣马太自由教会建造一个新的教堂，位于玛丽山（Maryhill）地区的女王十字。霍曼建筑师事务所将这项工作分配给年轻的实习建筑师查尔斯·雷尼·麦金托什。根据自由教会的信仰，教堂设计要求简朴。教堂于1898年6月23日奠基，1899年9月10日开始使用。
虽然他参加竞赛，设计了圣公会的利物浦座堂，但是未能完成，所以女王十字教堂是他唯一建成的教堂。

## 设计

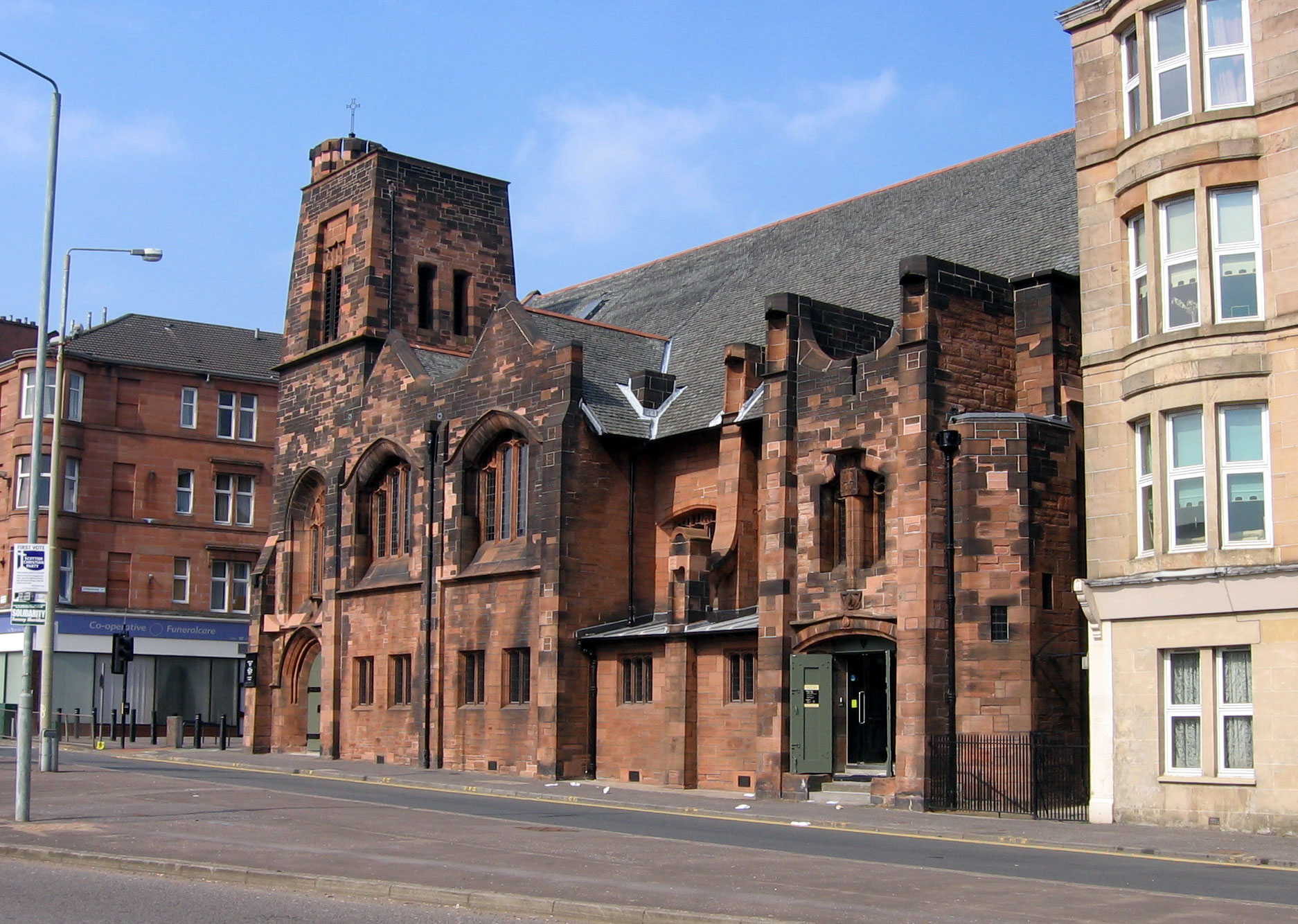

与格拉斯哥的许多教堂不同，麦金托什的教堂兵没有巨大而高耸的尖顶，而是更像是一个诺曼城堡，被其他建筑师称为“现代哥特式”。

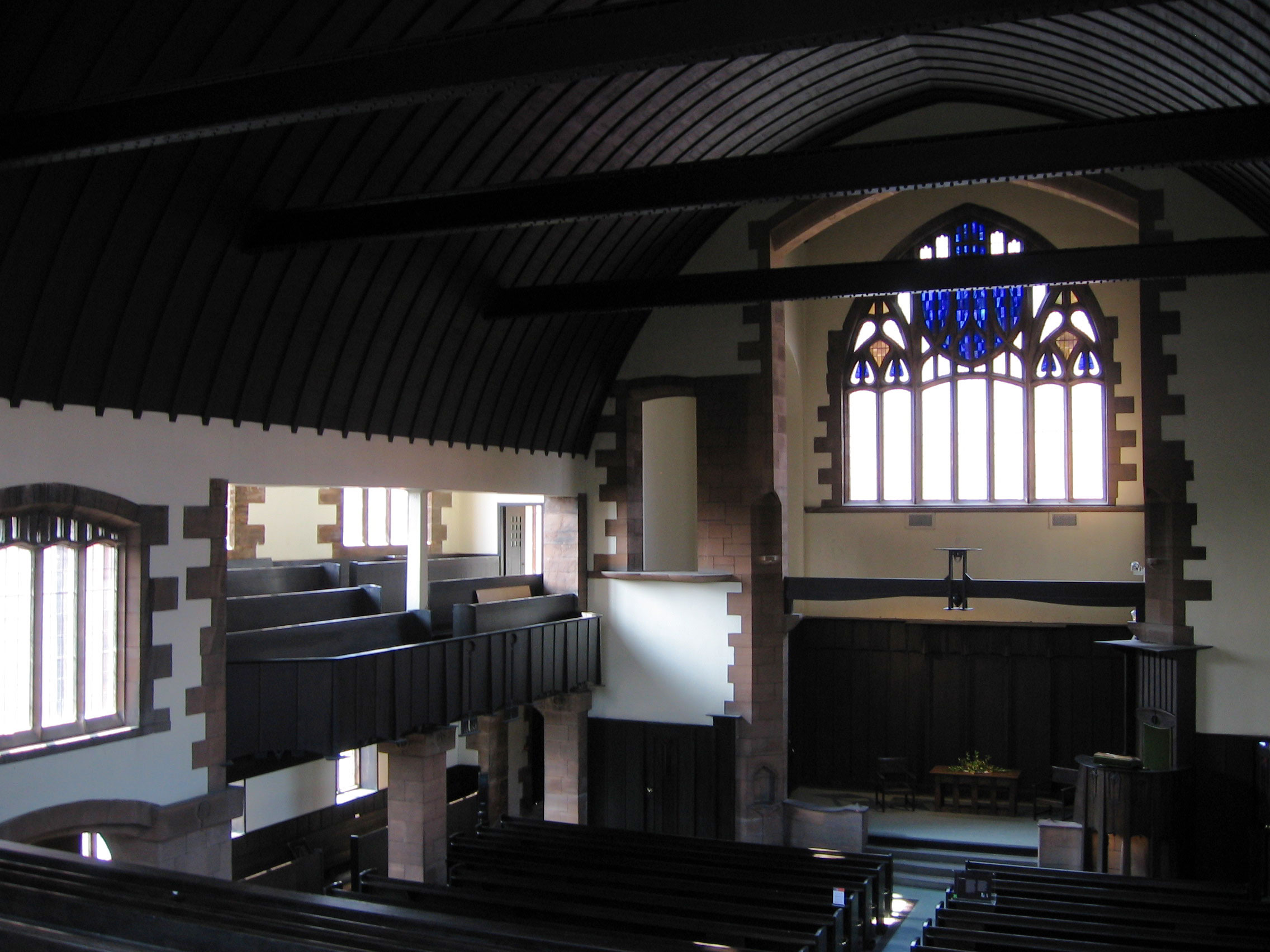

该堂的花窗玻璃与其他教堂相比并不壮观，但明显具有麦金托什的设计特点。该堂还采用了苏格兰独特的木梁。甚至可以在教堂内的双梁中找到日本的影响。

## 查尔斯·朗尼·麦金托什协会

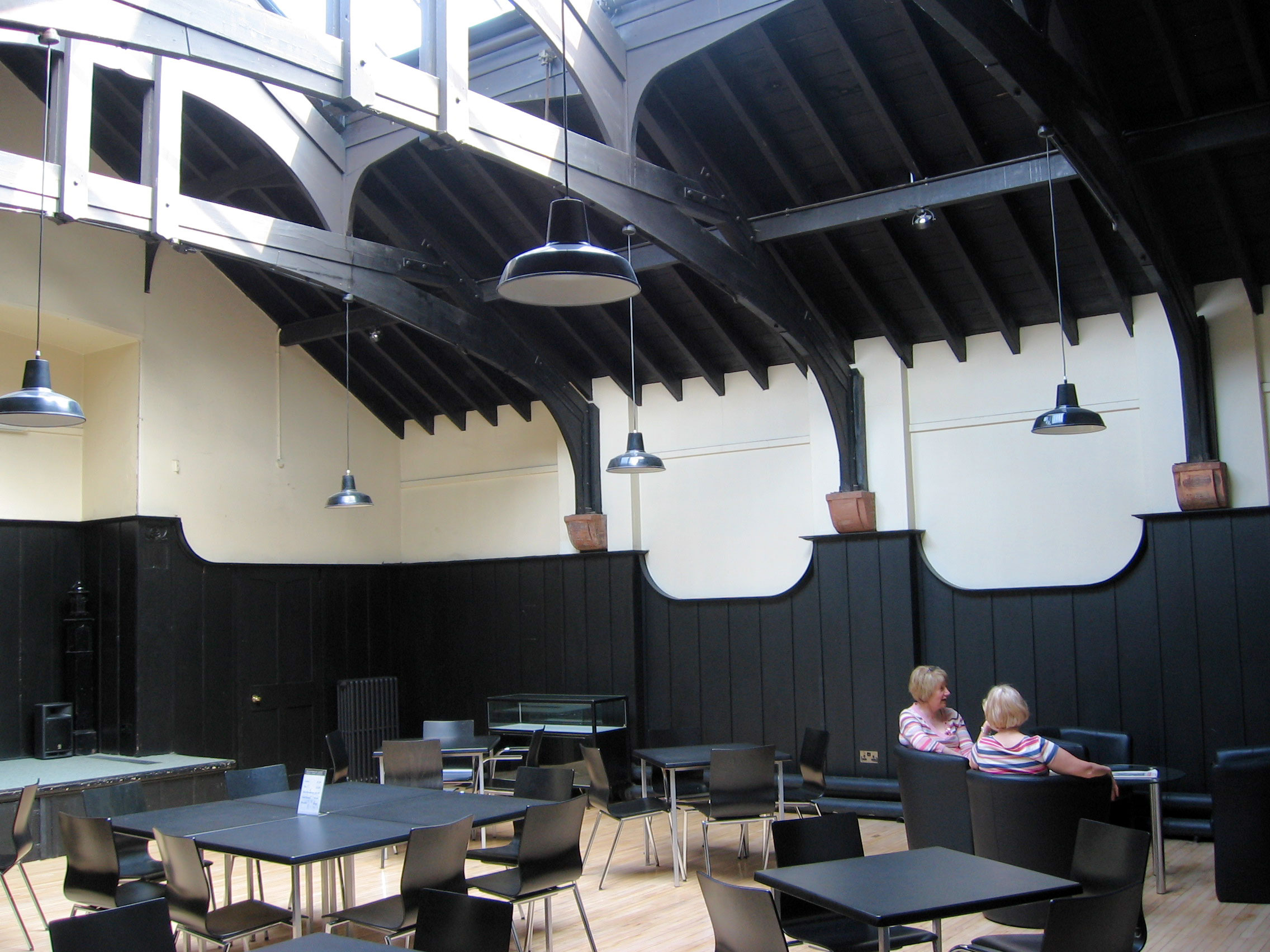

该堂在1970年代不再使用，但没有像许多废弃教堂那样改造成剧院，公寓或拆毁，而是成为查尔斯·朗尼·麦金托什协会驻地，和一个旅游景点。
毗邻的教会大厅提供茶室设施，阳台下面有展示区，有许多文物，包括他为柳茶室设计的椅子的复制品。

## 参考

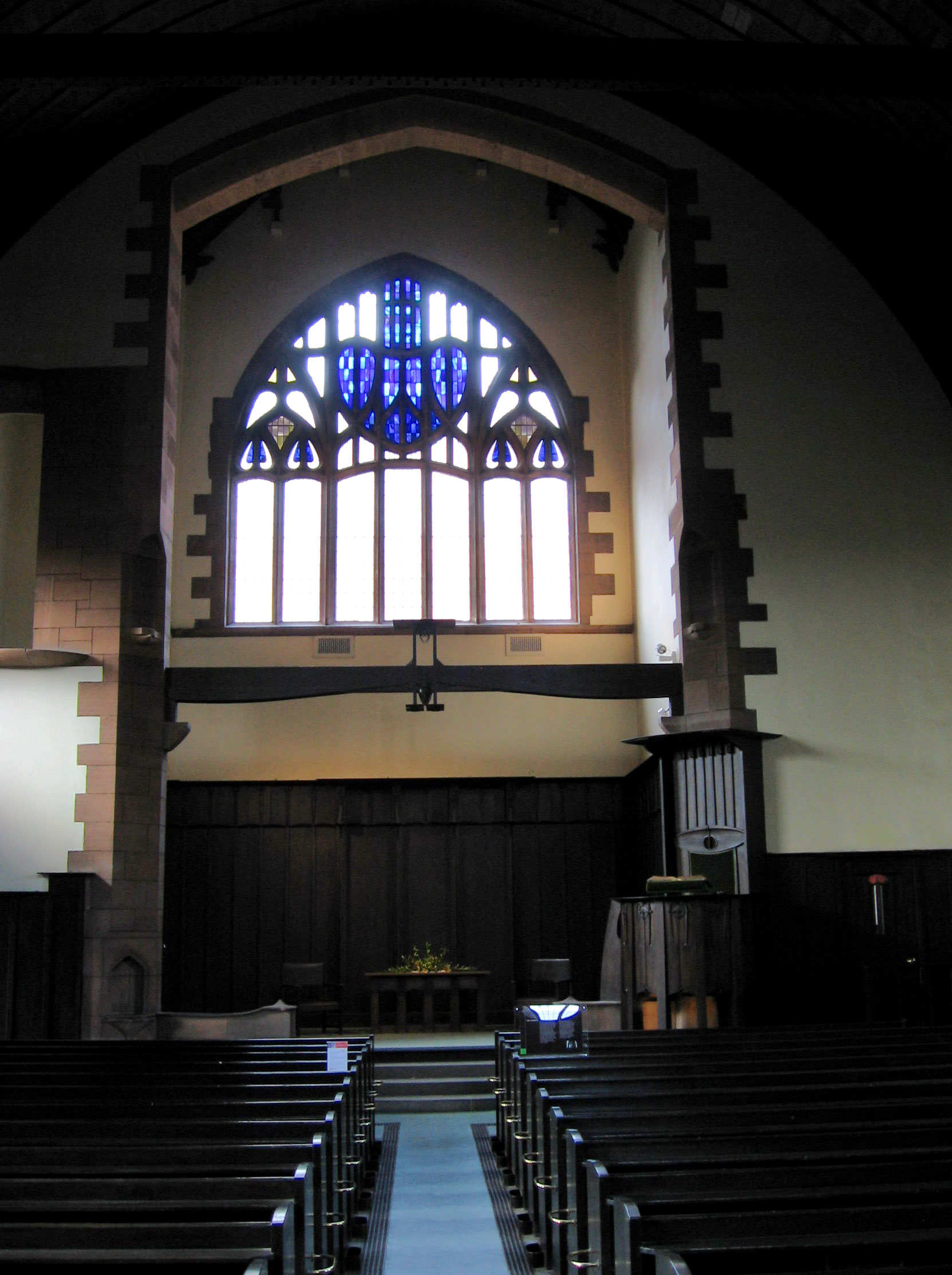
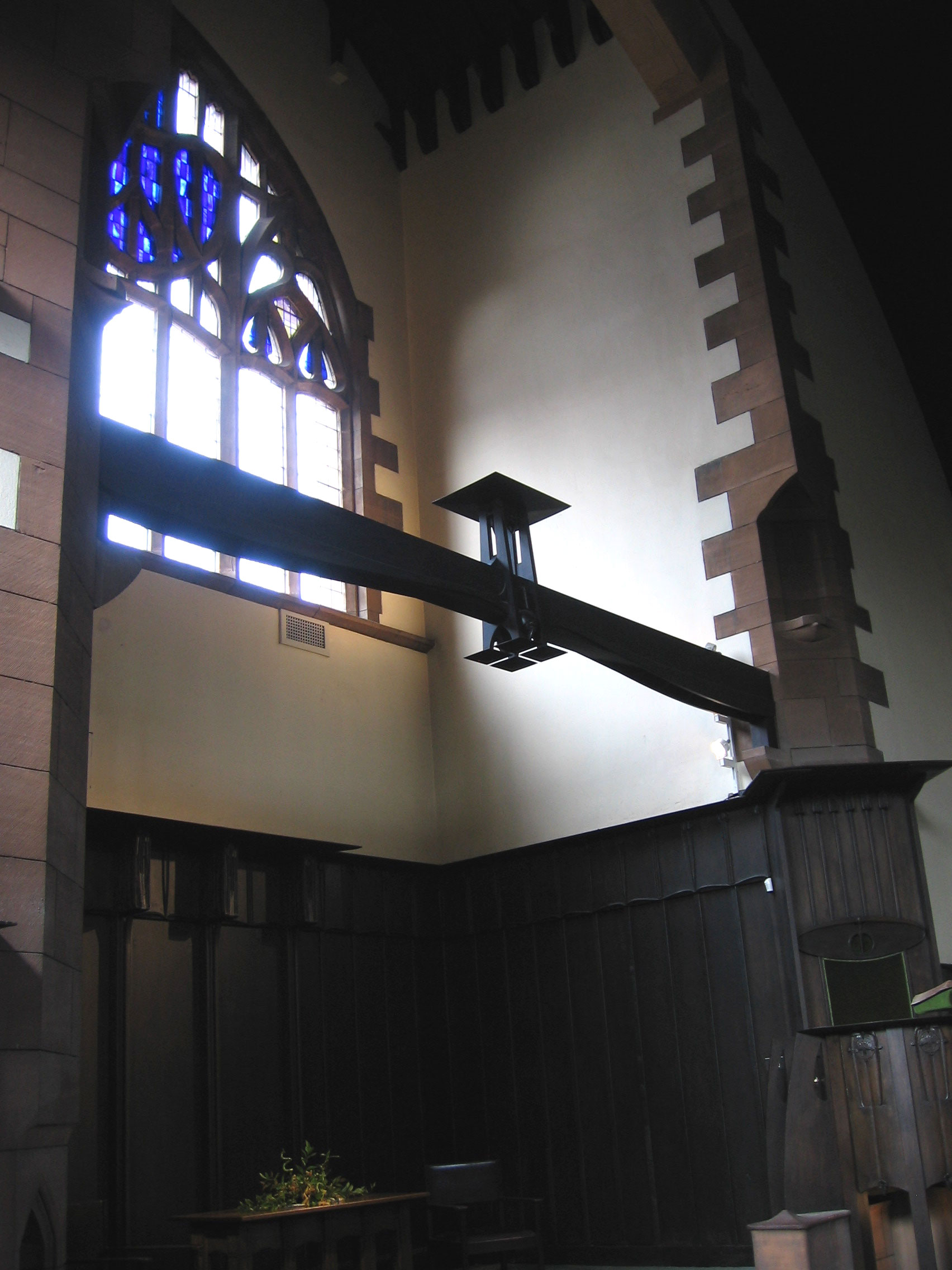
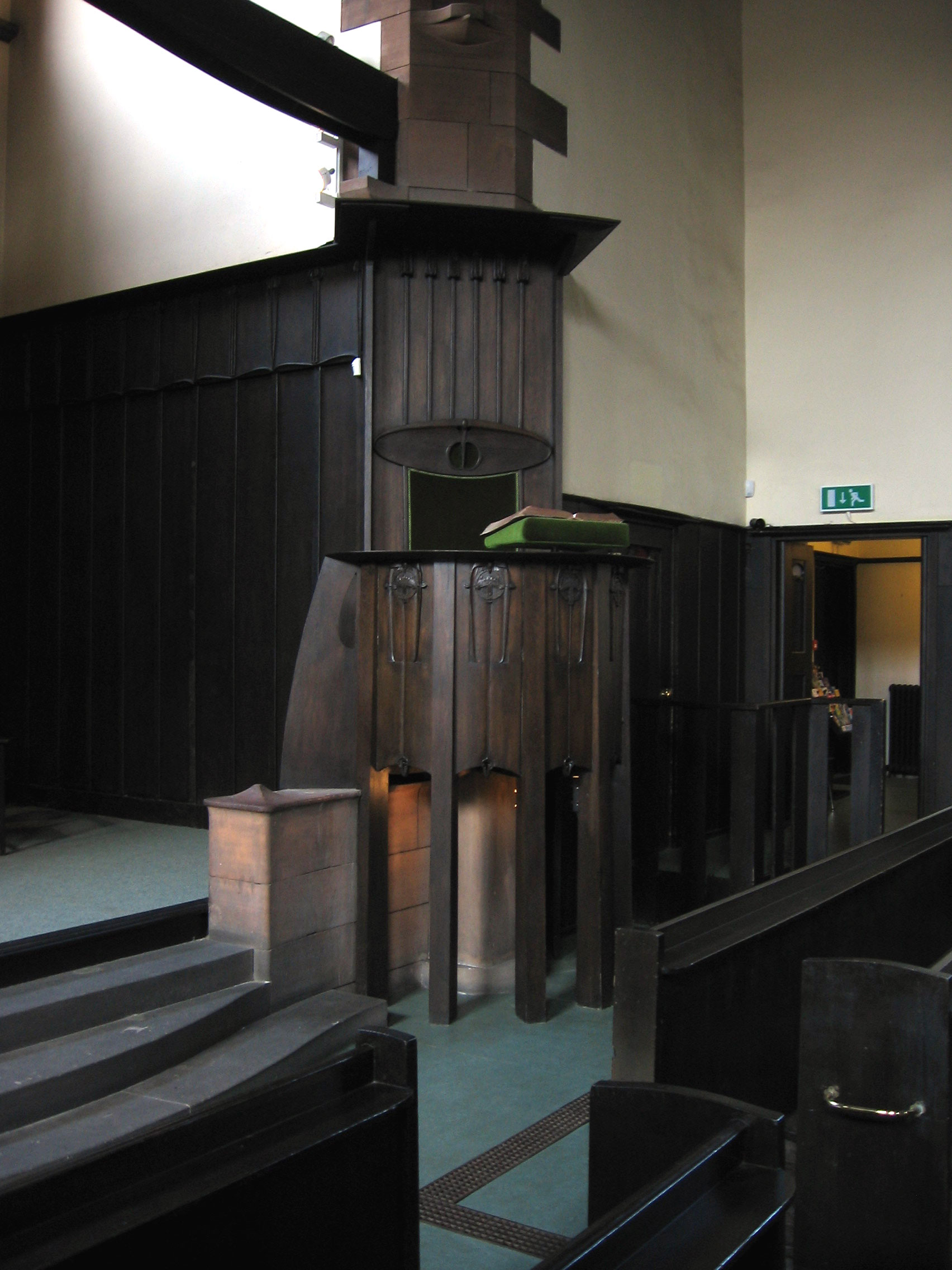
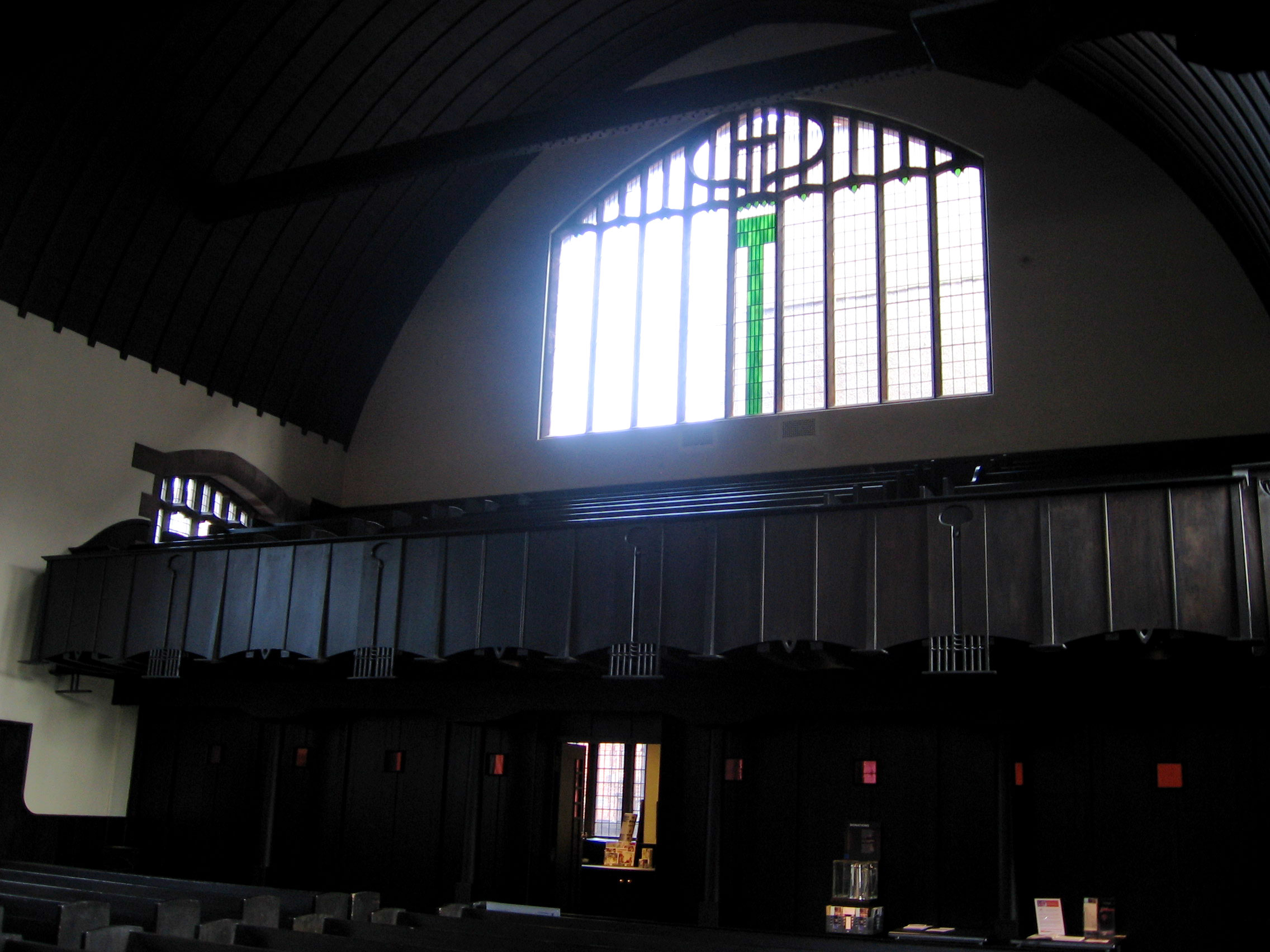
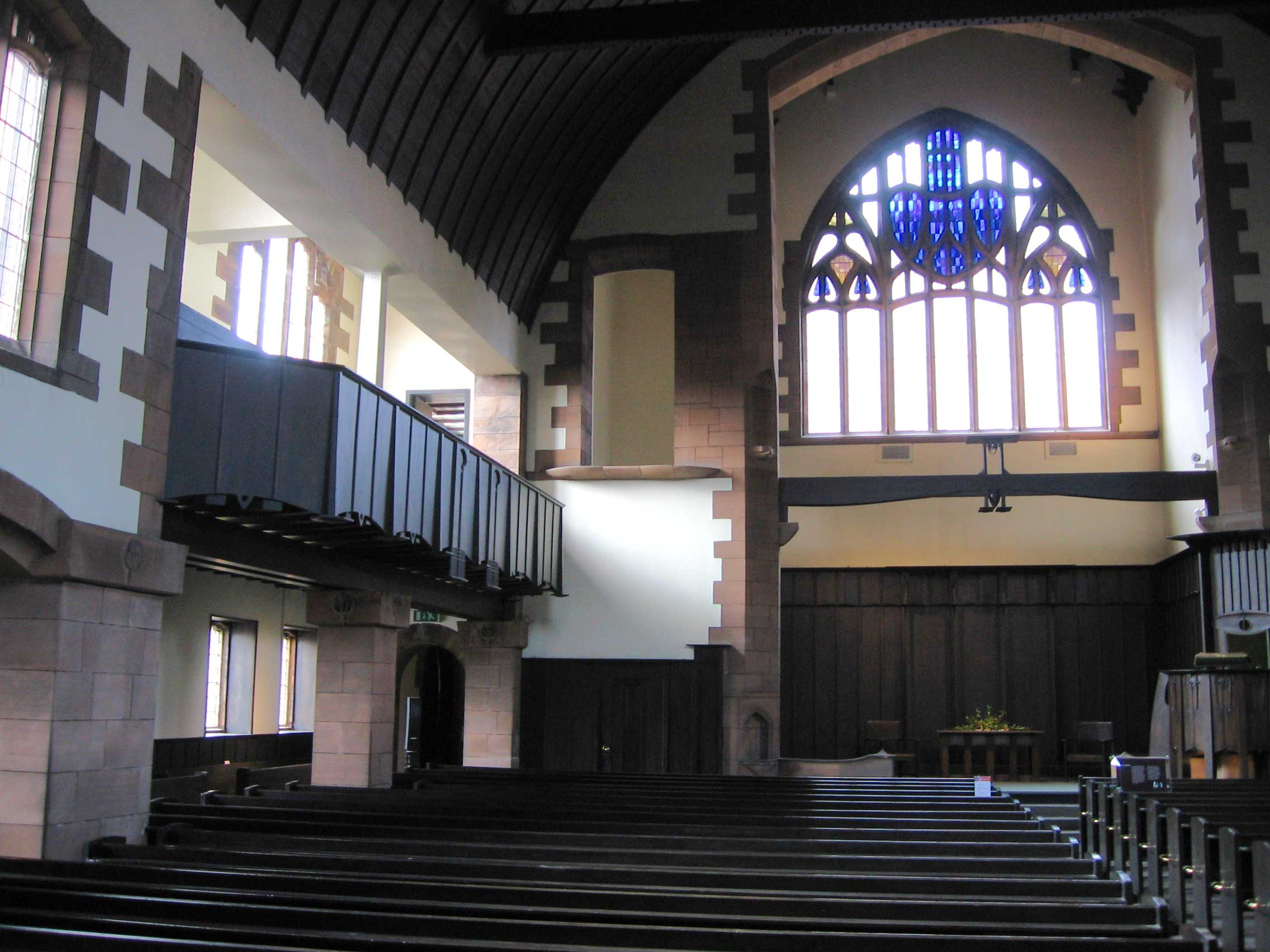
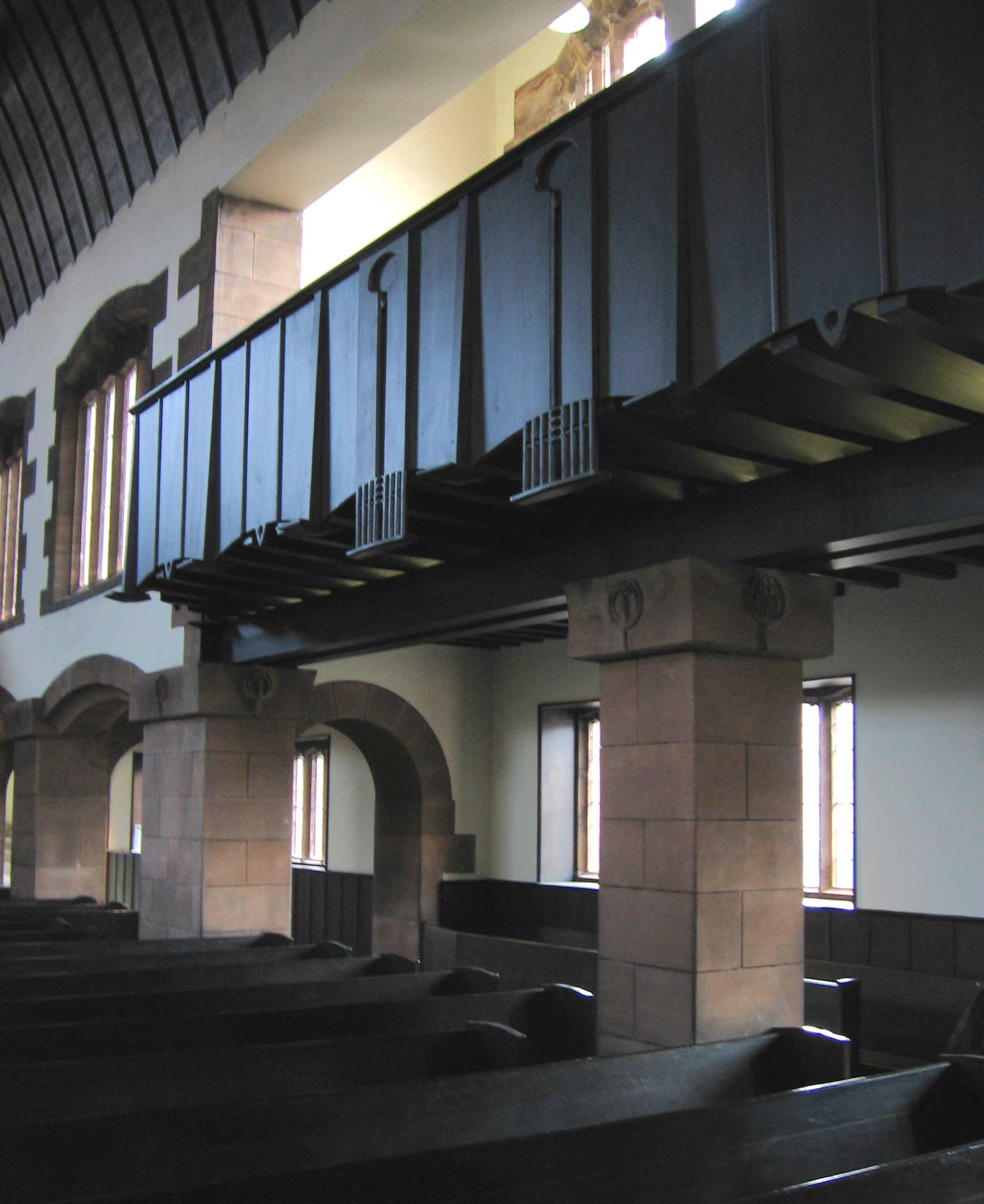
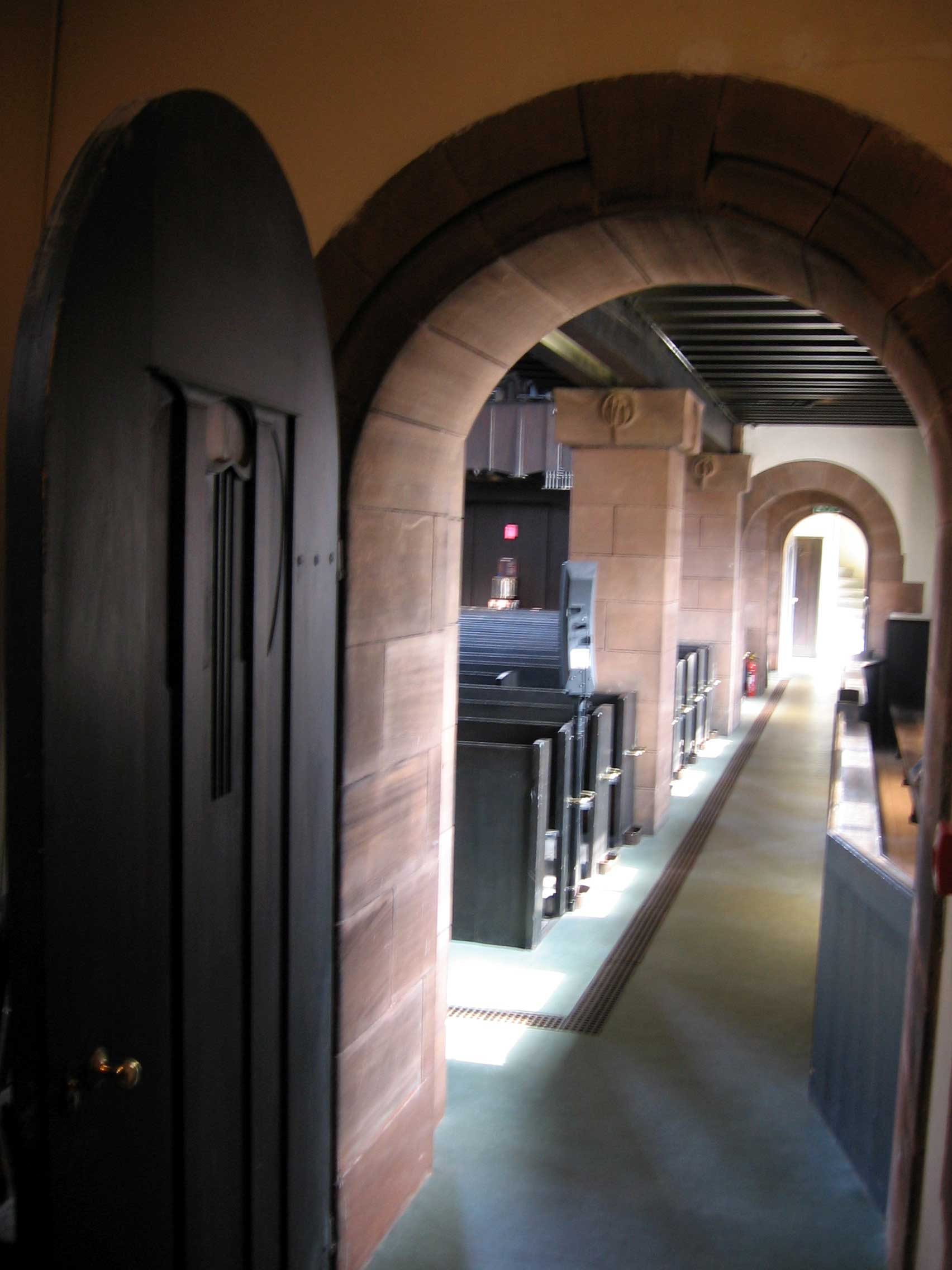
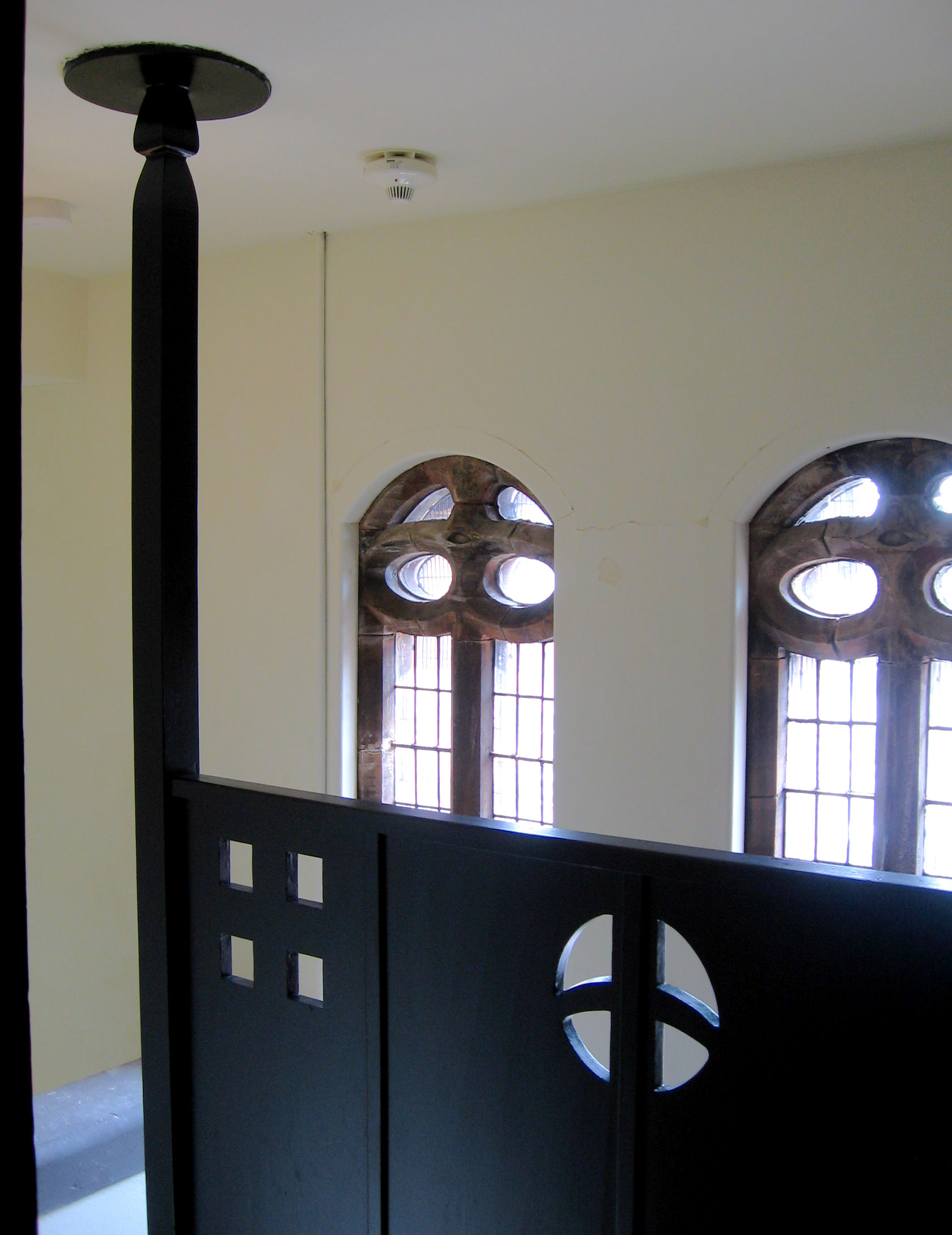
east stair
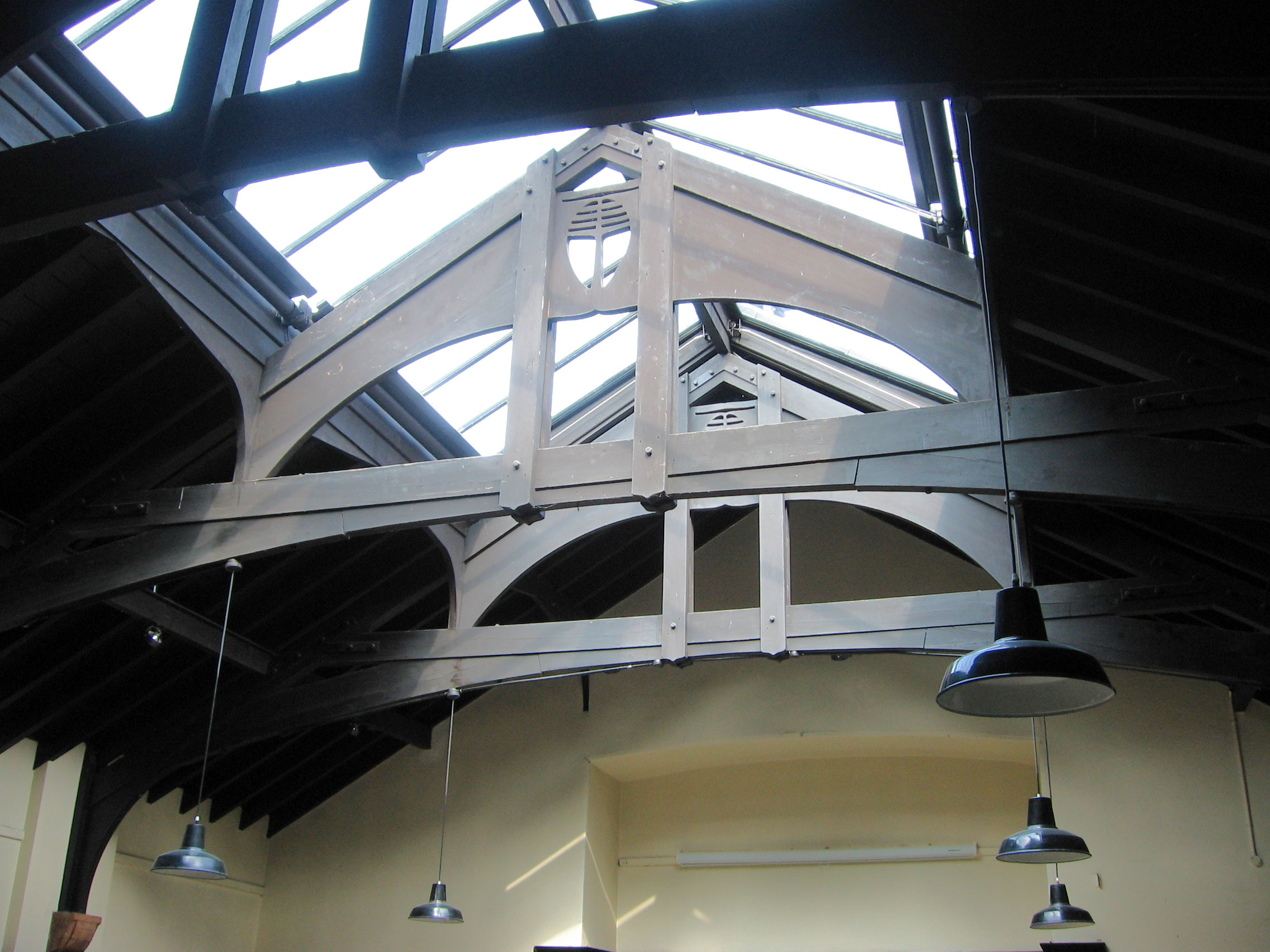
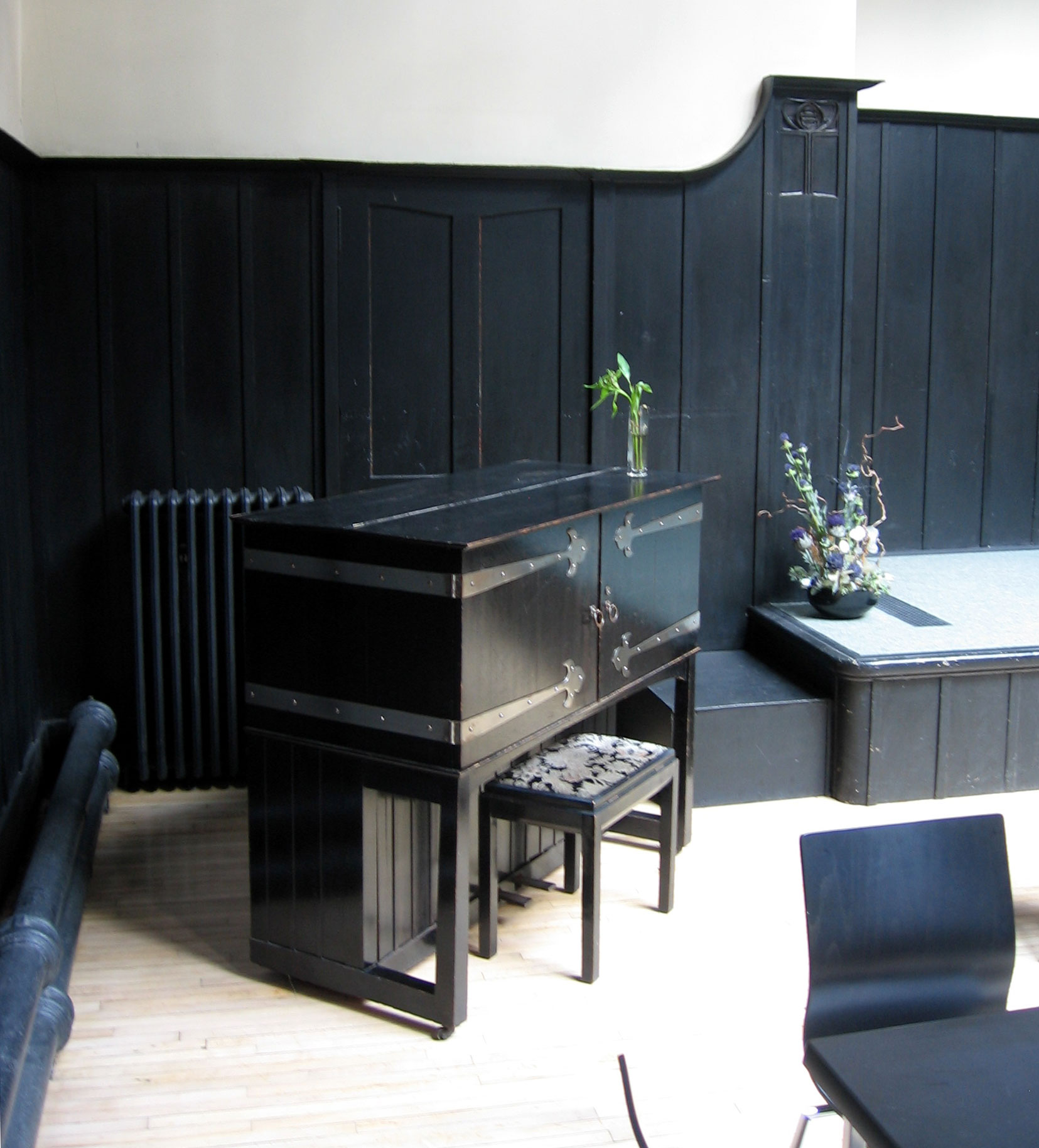
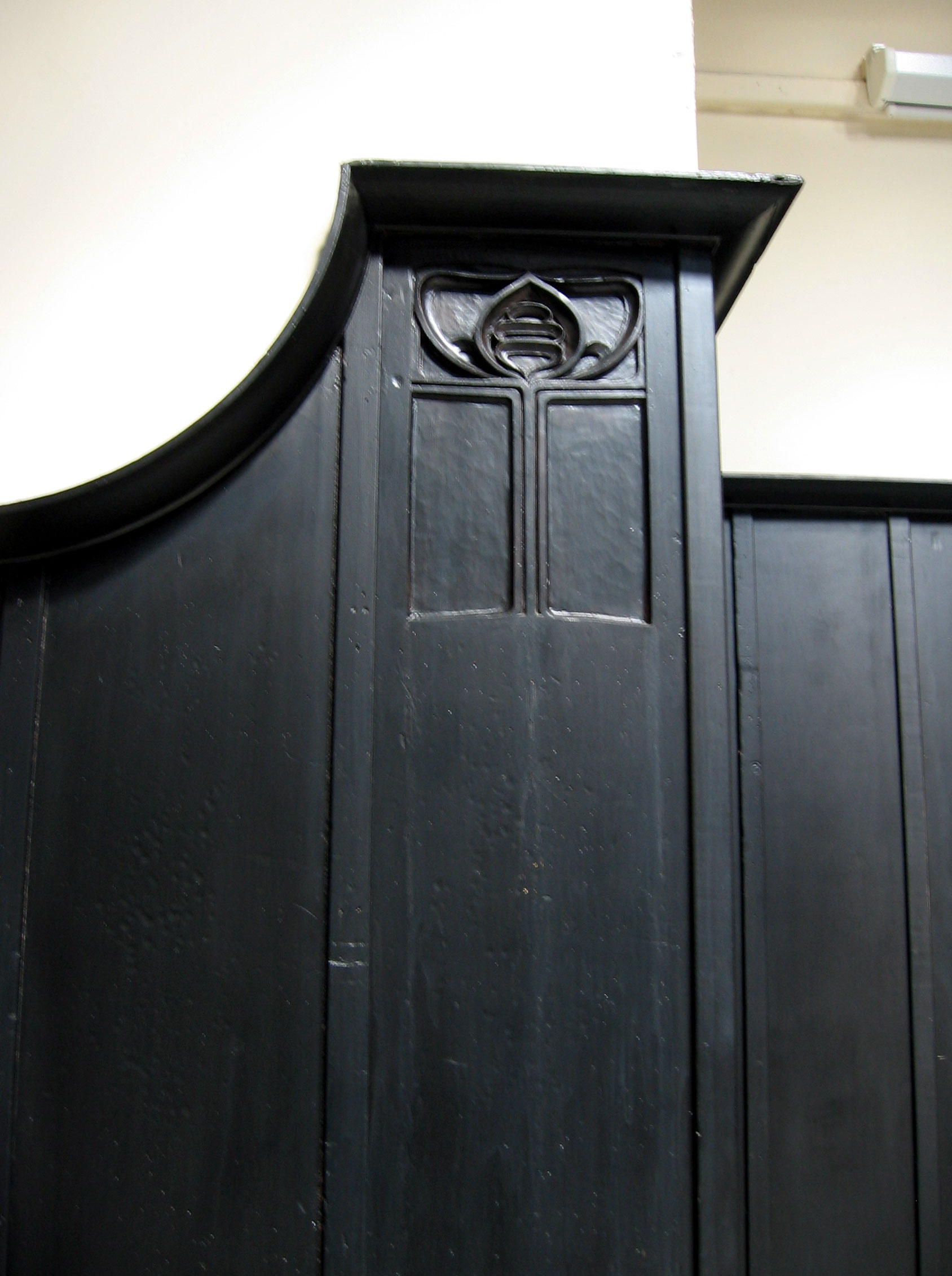